# الرامدین
ال-رامدین یک منطقهٔ مسکونی در فلسطین است.

## خصوصیات
ال-رامدین ۳٬۲۸۱ نفر جمعیت دارد.